# Bolitoglossa striatula
Bolitoglossa striatula es una especie de salamandras en la familia Plethodontidae.
Habita desde el centro de Costa Rica, hasta el este de Nicaragua y el este y norte de Honduras.
Su hábitat natural son bosques húmedos tropicales o subtropicales a baja altitud, los montanos húmedos tropicales o subtropicales, marismas de agua dulce y las plantaciones .
Está amenazada de extinción debido a la destrucción de su hábitat.